# Thomas Boudat
Thomas Boudat (ur. 24 lutego 1994 w Langon) – francuski kolarz torowy i szosowy, złoty medalista torowych mistrzostw świata i wicemistrz Europy.

## Kariera
Pierwszy sukces w karierze Thomas Boudat osiągnął w 2012 roku, kiedy zdobył złoty medal w indywidualnym wyścigu punktowym podczas kolarskich mistrzostw świata juniorów. Rok później zwyciężył w madisonie i wyścigu punktowym, a w omnium był trzeci na mistrzostwach świata U-23. W tym samym roku zdobył również srebrny medal w wyścigu punktowym na torowych mistrzostwach Europy w Apeldoorn. W zawodach tych wyprzedził go jedynie Włoch Elia Viviani, a trzecie miejsce zajął Hiszpan Eloy Teruel. W 2014 roku brał udział w mistrzostwach świata w Cali, gdzie wywalczył złoty medal w omnium, wyprzedzając bezpośrednio Tima Veldta z Holandii oraz Rosjanina Wiktora Manakowa. Został tym samym pierwszym Francuzem, który zdobył medal mistrzostw świata w tej konkurencji. Startuje także w kolarstwie szosowym, ale bez większych sukcesów.